# 纪玲芝
纪玲芝（1943年5月—2020年2月18日），女，河南襄城人，生于湖南长沙，中国政治人物，湖北省人大常委会原副主任，第九届全国政协委员。

## 生平
1943年5月出生于湖南长沙，1966年9月参加工作，1978年12月加入中国共产党。1988年9月至1989年7月，在中共中央党校学习。
1962年9月至1966年9月，在湖南财贸学院学习。1968年3月至1983年10月，历任湖北空压机厂（原襄阳县农机厂）副厂长、厂长、厂党总支书记。1983年10月至1989年10月，历任襄樊市副市长、市委副书记。1989年10月至2003年1月，历任中共湖北省委组织部副部长、统战部部长。2000年1月至2003年1月，任湖北省政协副主席。2003年1月至2008年1月，任湖北省人大常委会副主任。
纪玲芝是第七届、第八届湖北省委委员，第九届、第十届湖北省人大代表。1988年9月当选第六届全国妇联执行委员会委员。1999年3月1日增补为第九届全国政协委员。
2020年2月18日10时50分在武昌中南医院逝世。